# Valkamansaari
Valkamansaari är en ö i Finland. Den ligger i sjön Yläisjärvi och i kommunen Ylöjärvi i den ekonomiska regionen Tammerfors och landskapet Birkaland, i den södra delen av landet, 200 km norr om huvudstaden Helsingfors. Öns area är 2,5 hektar och dess största längd är 250 meter i öst-västlig riktning.